# 秋田県立男鹿海洋高等学校
秋田県立男鹿海洋高等学校（あきたけんりつ おがかいようこうとうがっこう）は、秋田県男鹿市船川港南平沢字大畑台に位置する県立高等学校。

## 概要
秋田県立海洋技術高等学校（旧・秋田県立船川水産高等学校）と、秋田県立男鹿高等学校（旧・秋田県立船川水産高等学校 定時制）が統合されて、2004年（平成16年）に開校した学校である。

### 重点目標
- 基本的生活習慣の確立と学力の向上
- 時代の動向に合う実習や体験学習の展開
- 社会の状況を見据えた進路指導の充実
- 本校にふさわしい校風・伝統の創造と継承

## 沿革
- 1946年（昭和21年）3月31日 - 秋田県立水産学校（旧制）として設立認可。
- 1949年（昭和24年）4月1日 - 秋田県立船川水産高等学校へ改称。
- 1958年（昭和33年）4月1日 - 秋田県立船川水産高等学校定時制（普通科）が、秋田県立男鹿高等学校として分離独立。
- 1973年（昭和48年） - 船舶職員養成施設に指定される。
- 1996年（平成8年）4月1日 - 秋田県立海洋技術高等学校へ改称。
- 2004年（平成16年）4月1日 - 秋田県立男鹿高等学校と統合し、新設校「秋田県立男鹿海洋高等学校」として開校。現在に至る。

## 教育課程

### 現在の学科
普通科と水産科の2学科4クラスから構成されている。
- 普通科
  - Ⅰ類（進学コース）
  - Ⅱ類（ビジネス情報コース）
- 水産科
  - 海洋科学科（2013年（平成25年）入学生から食品科学科へ改称）
    - 水産食品分野
      - 食品技術分野（2013年（平成25年）入学生から適用）
      - 食品管理分野（2013年（平成25年）入学生から適用）

    - 情報通信分野（2013年（平成25年）募集停止）

  - 海洋環境科（2013年（平成25年）入学生から海洋科へ改称）
    - 海洋・機関分野
    - 漁業・航海分野

### 廃止された学科
- 機関専攻科（2012年（平成24年）度限りで廃止）

水産学科課程を卒業してから、2年間の修業で「第三級海技士」を取得させていた学科。実習船「船川丸」での航海実習（1年4か月間）と座学（8か月間）を行っていた。募集は男鹿海洋高校卒業生に限定しておらず、高等学校卒業者または卒業見込者で、機関に関する科目を所定の単位数以上履修した者を対象としていた。

### 統合前の学科

#### 秋田県立船川水産高等学校

##### 本科
- 漁業科（1952年（昭和27年）設置、1989年（平成元年）海洋技術科生産コースへ改組）
- 製造増殖科（1952年（昭和27年）設置、1962年（昭和37年）水産製造科へ改組）
- 機関科（1961年（昭和36年）設置、1989年（平成元年）海洋技術科機関コースへ改組）
- 水産製造科（1962年（昭和37年）製造増殖科から改組）
- 無線通信科（1963年（昭和38年）設置）
- 海洋技術科（1989年（平成元年）設置）
  - 生産コース（漁業科から改組）
  - 機関コース（機関科から改組）
- 情報通信科（無線通信科から改組）

##### 専攻科
- 漁業専攻科（1956年（昭和31年）設置、1989年（平成元年）募集停止）
- 機関専攻科（1967年（昭和42年）設置）

#### 秋田県立海洋技術高等学校

##### 本科
- 海洋科
  - 生産コース
  - 工学コース
- 食品技術科
- 情報通信科

##### 専攻科
- 機関専攻科（海洋科・工学コース修了者）

#### 秋田県立男鹿高等学校
- 普通科
  - 進学コース
  - 就職コース
- 家政科（→生活科学科）

## 実習船
1956年（昭和31年）に初代船川丸が建造されて以来、長きにわたり遠洋航海実習が行われてきたが2012年（平成24年）度で終了した。秋田県教育委員会は「国内漁業の中心は遠洋から沿岸に移っている」として遠洋実習を廃止し沿岸実習に改編。これにともない、遠洋実習船「船川丸」は退役となり、新たに小型船「NAMAHAGE」が就航した。
- 眞山丸（しんざんまる・19トン・沿岸実習船）
- NAMAHAGE（なまはげ・19トン・沿岸実習船）

### 歴代の実習船
- 船川丸（ふなかわまる・遠洋実習船）
  - 初代（289.9トン、1956年（昭和31年）進水）
  - 2代目（375.04トン、1967年（昭和42年）進水）
  - 3代目（496.92トン、1980年（昭和55年）進水）
  - 4代目（488トン、1994年（平成6年）進水）[注釈 1]
- 眞山丸
  - 初代（1949年（昭和24年）進水）
  - 2代目（10.73トン、1955年（昭和30年）進水）
  - 3代目（13.56トン、1969年（昭和44年）進水）

## 交通
- JR東日本・男鹿線（男鹿なまはげライン）男鹿駅下車。徒歩30分。
- 男鹿駅より男鹿市マイタウンバス・男鹿南線「男鹿海洋高校前」下車。[6]